# Trichogrammatidae
Die Trichogrammatidae sind eine Familie der Erzwespen, die mit mehr als 800 Arten in mehr als 80 Gattungen weltweit verbreitet ist.

## Merkmale
Die sehr kleinen Erzwespen besitzen Körperlängen von 0,3–1,2 mm, einschließlich Legebohrer bis zu 1,8 mm. Ihre Färbung ist nicht-metallisch. Die Fühler weisen maximal zwei Funikularglieder auf. Die Tarsen sind 3-gliedrig.

## Lebensweise
Die Trichogrammatidae sind solitäre oder gregäre Eiparasitoide. Ihre Wirte gehören zu zahlreichen Insektenordnungen, darunter Schmetterlinge, Schnabelkerfe, Käfer, Fransenflügler, Hautflügler, Zweiflügler und Netzflügler. Manche Arten parasitieren die Eier aquatisch lebender Insekten, deren Eier sich unter der Wasseroberfläche befinden. Möglicherweise gibt es auch Fälle von fakultativem Hyperparasitismus. Die Eiablage findet in das Wirtsei statt. Die Parasitenlarve entwickelt sich im Wirtsei, wo sie das darin vorhandene Wirtsembryo frisst. Die Parasitenlarve verpuppt sich schließlich im Wirtsei. Die frisch geschlüpfte Imago bohrt sich ein Loch durch die Hülle des Wirtseis und verlässt dieses. Mehrere Arten werden bei der biologischen Schädlingsbekämpfung eingesetzt und im Online-Handel kommerziell vertrieben.

## Innere Systematik
Die Trichogrammatidae werden in zwei Unterfamilien mit 4 Tribus gegliedert. Diese Annahme wird durch molekularbiologische Untersuchungen von Owen et al. (2007) gestützt.
- Trichogrammatinae
  - Trichogrammatini
- Oligositinae
  - Chaetostrichini
  - Oligositini
  - Paracentrobiini

Daneben gibt es mehrere Gattungen ohne Zuordnung zu einer Tribus oder Unterfamilie:
- Emeria† Skalski, 1988 – 1 Art (E. simetitia), sizilianischer Bernstein, Miozän
- Enneagmus† Yoshimoto, 1975 – 1 Art (E. pristinus), kanadischer Bernstein, Kreide
- Indogramma M.T. Khan, Anis & Hayat, 2015 – 1 Art (I. farmani)
- Microcaetiscus† Ghesquiere, 1946 – 1 Art (M. formidolosus), Madagaskar, fossil in Copal
- Neolathromera Ishii, 1934 – 1 Art (N. kishidai)